# Savelugu

Savelugu är en ort i norra Ghana. Den är huvudort för distriktet Savelugu-Nanton, och folkmängden uppgick till 31 704 invånare vid folkräkningen 2010.